# Urdinița
Urdinița – wieś w Rumunii, w okręgu Dolj, w gminie Brabova. W 2011 roku liczyła 378 mieszkańców.